# La Beaume
Pour les articles homonymes, voir Beaume.
La Beaume est une commune française située dans le département des Hautes-Alpes, en région Provence-Alpes-Côte d'Azur.
Elle est connue pour sa célèbre fête qui a lieu le 14 et le 15 août. Sa marquisette remarquable en fait sa réputation.
Ses habitants sont appelés les Beaumois, mais les habitants aiment se  faire appeler « les Beaumignons ».[réf. nécessaire][Information douteuse].

## Géographie

### Localisation
La Beaume est située à l'ouest du département des Hautes-Alpes, « à une altitude de 882,40 mètres au point de l'ancienne gare ».
Elle appartenait, jusqu'en 2016, à la communauté de communes du Haut Buëch, une des neuf intercommunalités membres du pays Sisteronais-Buëch.
Elle jouxte huit autres communes, dont quatre dans le département limitrophe de la Drôme :
| Val-Maravel (Drôme) | La Haute-Beaume            | Montbrand               |
| Beaurières (Drôme)  | La Beaume                  | La Faurie               |
| Les Prés (Drôme)    | La Bâtie-des-Fonds (Drôme) | Saint-Pierre-d'Argençon |

### Hydrographie
La commune est traversée par le ruisseau de Chauranne, affluent du Buëch long de 17,8 km et prenant sa source au sud-ouest de la commune, ainsi que quelques affluents.

### Voies de communication et transports
Le village est traversé par la route départementale 993, assurant la liaison de Valence à Gap. À l'ouest de la commune, le col de Cabre, à 1 180 m d'altitude, marque la frontière entre les départements de la Drôme et des Hautes-Alpes.
À l'ouest du village, la route départementale 28 relie le col aux villages de La Haute-Beaume, Montbrand et La Faurie. À l'est, la RD 505 dessert le village du Villard et la RD 605 le hameau de la Bégüe.
La ligne de chemin de fer de Livron à Aspres-sur-Buëch traverse la commune. Une gare, non ouverte aux voyageurs, y est implantée. Il existe un tunnel de 3 764 m de long, construit entre 1886 et 1891 « dans un terrain de mauvaise qualité ».

### Climat
Pour des articles plus généraux, voir Climat de Provence-Alpes-Côte d'Azur et Climat des Hautes-Alpes.
En 2010, le climat de la commune est de type climat méditerranéen altéré, selon une étude du Centre national de la recherche scientifique s'appuyant sur une série de données couvrant la période 1971-2000. En 2020, Météo-France publie une typologie des climats de la France métropolitaine dans laquelle la commune est exposée à un climat de montagne ou de marges de montagne et est dans la région climatique Alpes du sud, caractérisée par une pluviométrie annuelle de 850 à 1 000 mm, minimale en été.
Pour la période 1971-2000, la température annuelle moyenne est de 9,1 °C, avec une amplitude thermique annuelle de 16,7 °C. Le cumul annuel moyen de précipitations est de 1 004 mm, avec 8,1 jours de précipitations en janvier et 5,5 jours en juillet. Pour la période 1991-2020, la température moyenne annuelle observée sur la station météorologique de Météo-France la plus proche, « Valdrôme », sur la commune de Valdrôme à 7 km à vol d'oiseau, est de 10,1 °C et le cumul annuel moyen de précipitations est de 1 065,5 mm. 
La température maximale relevée sur cette station est de 39,4 °C, atteinte le 23 août 2023 ; la température minimale est de −23 °C, atteinte le 6 janvier 1985,,.
Les paramètres climatiques de la commune ont été estimés pour le milieu du siècle (2041-2070) selon différents scénarios d'émission de gaz à effet de serre à partir des nouvelles projections climatiques de référence DRIAS-2020. Ils sont consultables sur un site dédié publié par Météo-France en novembre 2022.

## Urbanisme

### Typologie
Au 1er janvier 2024, La Beaume est catégorisée commune rurale à habitat dispersé, selon la nouvelle grille communale de densité à 7 niveaux définie par l'Insee en 2022.
Elle est située hors unité urbaine et hors attraction des villes,.

### Occupation des sols
L'occupation des sols de la commune, telle qu'elle ressort de la base de données européenne d’occupation biophysique des sols Corine Land Cover (CLC), est marquée par l'importance des forêts et milieux semi-naturels (76,5 % en 2018), une proportion sensiblement équivalente à celle de 1990 (76,2 %). La répartition détaillée en 2018 est la suivante : 
forêts (60,8 %), terres arables (15,4 %), milieux à végétation arbustive et/ou herbacée (9,5 %), espaces ouverts, sans ou avec peu de végétation (6,2 %), zones agricoles hétérogènes (4,7 %), prairies (3,4 %).
L'évolution de l’occupation des sols de la commune et de ses infrastructures peut être observée sur les différentes représentations cartographiques du territoire : la carte de Cassini (XVIIIe siècle), la carte d'état-major (1820-1866) et les cartes ou photos aériennes de l'IGN pour la période actuelle (1950 à aujourd'hui).

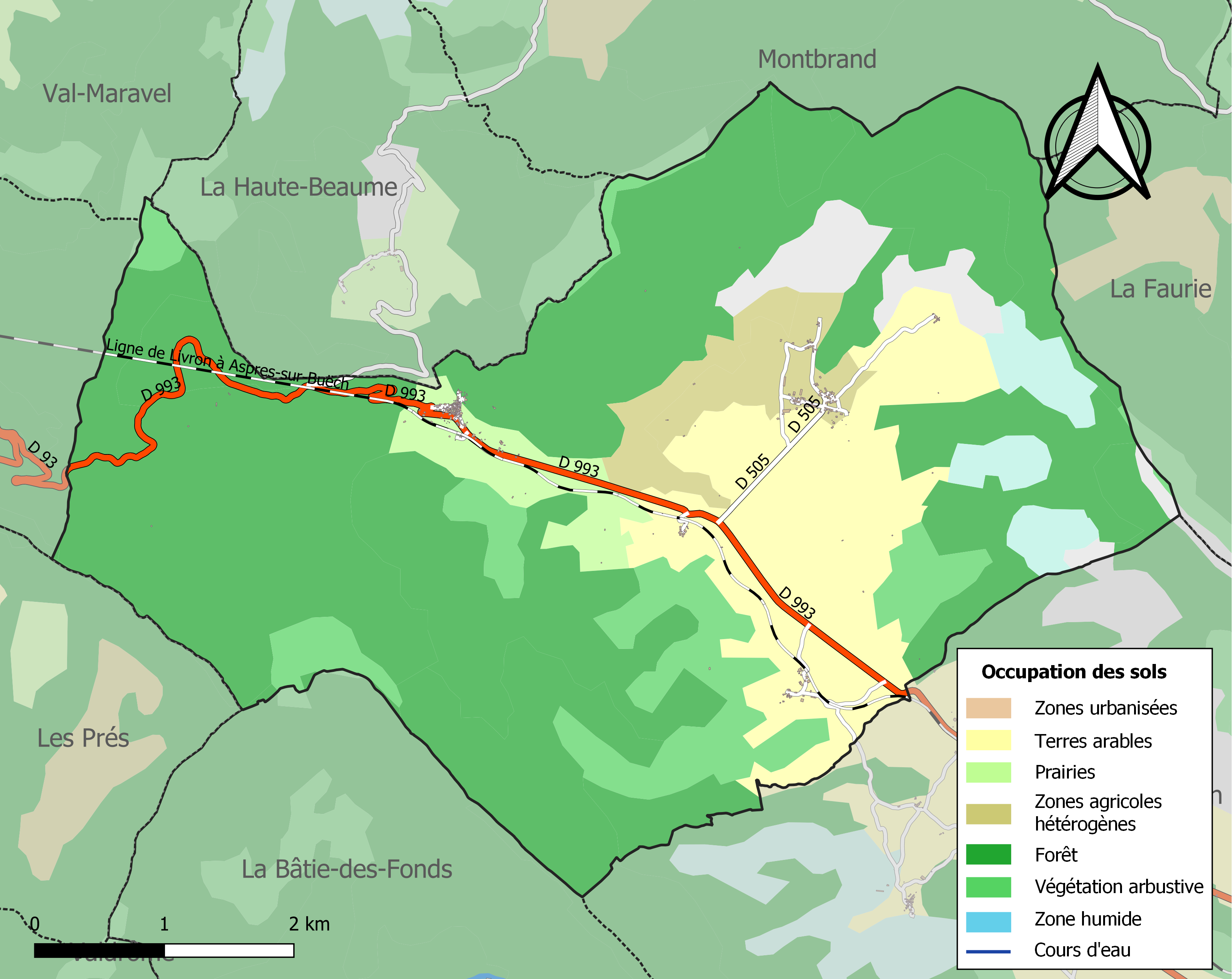
Carte de l'occupation des sols de la commune en 2018 (CLC).

### Logement
En 2012, la commune comptait 203 logements, contre 194 en 2007. Parmi ces logements, 41,5 % étaient des résidences principales, 48,8 % des résidences secondaires et 9,7 % des logements vacants. Ces logements étaient pour 90,9 % d'entre eux des maisons individuelles et pour 8,6 % des appartements.
La proportion des résidences principales, propriétés de leurs occupants était de 85,4 %, en baisse sensible par rapport à 2007 (86,3 %). Il n'existe aucun logement HLM loué vide.

### Risques naturels et technologiques
La commune est soumise aux risques de crue de torrent, de mouvement de terrain (par éboulement, chutes de pierres ou de blocs, glissements de terrain ou tassements différentiels, de feu de forêt et de séisme (niveau faible),. Elle a élaboré un DICRIM.
La commune est traversée par le ruisseau de Chauranne, torrent justifiant le classement de la commune en zone à risque. De plus, « le mauvais entretien des lits » de ces ruisseaux « est un facteur aggravant ». Les crues du ruisseau concernent surtout l'aval de la route départementale 993 en direction de Saint-Pierre-d'Argençon.
La commune est concernée par les coulées de boue ou de ravinement, ainsi, le 28 juin 1995, la RD 993 a été coupée par une coulée obstruant un ponceau de la route, « à la suite d'un orage de pluie ou de grêle ». En 1954, un éboulement a coupé la nationale 93, provoqué par la chute de « 4 000 m3 de pierres et de blocs ».
Entre 1973 et 2000, la commune a subi quatre incendies de forêt, lesquels ont brûlé 18,5 hectares.

## Toponymie
Le nom de la localité est attesté sous sa forme occitane La Bauma et sous la forme la Balma en 1136.
La Bauma en occitan haut-alpin.
Le nom de Beaume vient du provençal « Baumo », qui signifie « grotte ». Il désigne les emplacements d'abris naturels, sous rocher, ou dans le roc. Il est dérivé d'un terme pré-indo-européen, de racine ligure, « balm- ». Une baume (bauma) est une grotte ou caverne située sur une hauteur.

## Histoire
Dans l'Antiquité, la voie domitienne reliait l'Italie à l'Espagne par le col de Montgenèvre et la vallée de la Durance. Un autre itinéraire reliait la vallée du Rhône à celle de la Durance par la vallée du Buëch, par le col de Cabre. Une mansio, une agglomération destinée à accueillir les voyageurs, existait, probablement sur le territoire de la commune de la Beaume. Elle n'a pas été retrouvée, et pouvait se trouver à La Beaume ou au Villard. Un probable relais routier de grandes dimensions a été découvert au lieu-dit de la Bégüe par photographie aérienne (mais les fouilles qui permettraient de valider cette hypothèse n'ont pas eu lieu).
La population de la commune a atteint 900 habitants lors de la construction du tunnel ferroviaire du col de Cabre, mené entre 1886 et 1891, qui a pourtant fait des victimes.

## Politique et administration

### Administration municipale
En 2011, La Beaume comptait 165 habitants. Ce chiffre a été retenu pour déterminer le nombre de membres au conseil municipal ; compris entre 100 et 499 habitants, il s'élève à onze.
Le conseil municipal, réuni le 28 mars 2014, a désigné deux adjoints et huit conseillers municipaux.

### Liste des maires
| Période                                  | Période            | Identité         | Étiquette | Qualité                     |
| ---------------------------------------- | ------------------ | ---------------- | --------- | --------------------------- |
| Les données manquantes sont à compléter. |                    |                  |           |                             |
| 1925                                     | 1952               | Félix Baréty     | SFIO      |                             |
| avant 2005                               | 2 mai 2013 (décès) | Serge Rigaud     |           |                             |
| mai 2013                                 | juillet 2020       | Jean-Paul Bellet |           | Agent technique, technicien |
| juillet 2020                             | En cours           | Jean Rousseau,   |           | Ancien cadre                |

### Politique environnementale
Par arrêté municipal du 13 février 2015, l'éclairage public de la commune est suspendu entre 23 h 30 et 5 h 30, afin de limiter la pollution lumineuse.

## Population et société

### Démographie
L'évolution du nombre d'habitants est connue à travers les recensements de la population effectués dans la commune depuis 1793. Pour les communes de moins de 10 000 habitants, une enquête de recensement portant sur toute la population est réalisée tous les cinq ans, les populations de référence des années intermédiaires étant quant à elles estimées par interpolation ou extrapolation. Pour la commune, le premier recensement exhaustif entrant dans le cadre du nouveau dispositif a été réalisé en 2004.

En 2022, la commune comptait 150 habitants, en évolution de −3,85 % par rapport à 2016 (Hautes-Alpes : +0,4 %, France hors Mayotte : +2,11 %).
| 1793 | 1800 | 1806 | 1821 | 1831 | 1836 | 1841 | 1846 | 1851 |
| ---- | ---- | ---- | ---- | ---- | ---- | ---- | ---- | ---- |
| 722  | 711  | 720  | 765  | 720  | 684  | 624  | 659  | 645  |

| 1856 | 1861 | 1866 | 1872 | 1876 | 1881 | 1886  | 1891 | 1896 |
| ---- | ---- | ---- | ---- | ---- | ---- | ----- | ---- | ---- |
| 600  | 622  | 520  | 567  | 585  | 565  | 1 001 | 547  | 547  |

| 1901 | 1906 | 1911 | 1921 | 1926 | 1931 | 1936 | 1946 | 1954 |
| ---- | ---- | ---- | ---- | ---- | ---- | ---- | ---- | ---- |
| 522  | 502  | 476  | 379  | 401  | 349  | 326  | 293  | 250  |

| 1962 | 1968 | 1975 | 1982 | 1990 | 1999 | 2004 | 2006 | 2009 |
| ---- | ---- | ---- | ---- | ---- | ---- | ---- | ---- | ---- |
| 208  | 192  | 155  | 131  | 145  | 140  | 158  | 156  | 162  |

| 2014 | 2019 | 2022 | - | - | - | - | - | - |
| ---- | ---- | ---- | - | - | - | - | - | - |
| 155  | 150  | 150  | - | - | - | - | - | - |

### Sports
Le village de La Beaume a accueilli les coureurs du Tour de France 2015 lors de la 16e étape entre Bourg-de-Péage, dans la Drôme, et Gap.

## Économie

### Emploi
En 2012, la population âgée de 15 à 64 ans s'élevait à 77 personnes, parmi lesquelles on comptait 80 % d'actifs dont 70,7 % ayant un emploi et 9,3 % de chômeurs.
On comptait 29 emplois dans la zone d'emploi. Le nombre d'actifs ayant un emploi résidant dans la zone étant de 55, l'indicateur de concentration d'emploi est de 51,6 %, ce qui signifie que la commune offre moins d'un emploi par habitant actif.
32 des 55 personnes âgées de 15 ans ou plus (soit 57,4 %) sont des salariés. La majorité des actifs travaillent dans une autre commune du même département de la commune de résidence.

### Entreprises
Au 1er janvier 2014, La Beaume comptait neuf entreprises : une dans l'industrie, une dans la construction, cinq dans le commerce, les transports et les services divers et deux dans le secteur administratif. Aucune entreprise n'a été créée en 2014.
En outre, elle comptait 17 établissements. Un établissement du domaine du commerce, des transports ou des services divers a été créé en 2014.

### Tourisme
Au 1er janvier 2015, la commune ne possédait aucun hôtel, camping ou hébergement collectif.

## Culture locale et patrimoine

### Lieux et monuments
- Restes de fortifications (donjon, tours, portes).
- Deux églises du XIXe siècle : Saint-Étienne et Saint-Pierre-et-Saint-Paul.
- Temple de l'église réformée de France du Villard.

### Personnalités liées à la commune
- Natif de La Beaume, le colonel Roger Trinquier (1908-1986) a passé toute son enfance au village avant de connaître la prestigieuse carrière militaire que l'on sait (il était commandeur de la Légion d'honneur).
- On peut aussi citer comme personnalités liées à la Beaume, Éric Cantona, footballeur, résidant au Villard.
- René Desmaison (1930-2007), grand alpiniste français, a aussi longtemps vécu au hameau de Chaures.

### Héraldique
| Blason de La Beaume | Blason  | D'or au loup ravissant d'azur, au chef d'azur chargé de trois châteaux donjonnés d'or, ajourés de sable et ouverts du champ. |
| Blason de La Beaume | Détails | Adopté par la municipalité.                                                                                                  |